# SNOWBIRD (アルバム)
『SNOWBIRD』（スノーバード）は、1982年12月5日に発売された麻倉未稀の3枚目のアルバム。発売元はCRYSTAL BIRD/キングレコード。

## 概要
帯コピー：髪を切った未稀。デジタル・ミックスにより、チャーミング・ヴォイスが一層クリアーとなったサード・アルバム。
3枚目のシングル「女嫌い」、同タイトルの先行シングル「SNOWBIRD」とそのB面曲「コルシカの風」を含む全10曲を収録。筒美京平や丸山圭子らが曲を提供しており、ボサノヴァやユーロビートなどの様々なジャンルの楽曲が収められている。なお、アルバムのジャケットにはシングルと同一の写真が使用されている。
B-5「ひとりぼっちのRAGTIME」は、麻倉本人が出演したセントラルファイナンスのCMソングとして使用された。
本作のレコーディングを終え麻倉は、これまで発表したアルバムの集大成として時流に乗った音楽の方向性を確立出来たように思うとし、アルバム制作の難しさを感じさせられたことはとてもいい勉強になったと話している。
1985年8月21日に初CD化され、2014年8月27日にはMEG-CDとしても発売された。
2023年2月3日には音楽配信が開始された。

## 収録曲

### LP・CT

#### Side A
1. SNOWBIRD（3:43）
作詞: 麻倉未稀 / 作曲: 高瀬政彦 / 編曲: 大村雅朗
  - 4枚目のシングルA面曲。
2. 女嫌い（3:45）
作詞: 伊藤薫 / 作曲: 筒美京平 / 編曲: 船山基紀
  - 3枚目のシングルA面曲。
3. つくりごと（3:28）
作詞・作曲: 丸山圭子 / 編曲: 若草恵
4. ごめんあそばせ（4:01）
作詞: いわさきゆうこ / 作曲: 筒美京平 / 編曲: 船山基紀
5. INDIAN SUMMER（5:34）
作詞: 五木寛之 / 作曲: いまなりあきよし / 編曲: 松井忠重
  - フォークソング歌手のいまなりあきよしが1980年11月に発表したシングル「インディアン・サマー」のカバー曲[7]。

#### Side B
1. OVERSEAS TELEPHONE FROM NEW YORK（3:22）
作詞: 丸山圭子 / 作曲: 筒美京平 / 編曲: 大村雅朗
2. MR. SPIKY（3:25）
作詞: 岡田冨美子 / 作曲: 筒美京平 / 編曲: 大村雅朗
3. 恋重ね（3:10）
作詞・作曲: 丸山圭子 / 編曲: 大村雅朗
4. コルシカの風（4:12）
作詞: 麻倉未稀 / 作曲: 高瀬政彦 / 編曲: 若草恵
  - シングル「SNOWBIRD」B面曲。
5. ひとりぼっちのRAGTIME（3:25）
作詞・作曲: 麻倉未稀 / 編曲: 若草恵

### CD・音楽配信
1. SNOWBIRD
2. 女嫌い
3. つくりごと
4. ごめんあそばせ
5. INDIAN SUMMER
6. OVERSEAS TELEPHONE FROM NEW YORK
7. MR. SPIKY
8. 恋重ね
9. コルシカの風
10. ひとりぼっちのRAGTIME

## 参考資料
- オリコン『ALBUM CHART-BOOK COMPLETE EDITION 1970-2005』オリコン・マーケティング・プロモーション、2006年4月。ISBN 978-4-87131-077-2。
- 麻倉未稀『SNOWBIRD』（ライナーノーツ）CRYSTAL BIRD/キングレコード、1982年12月5日。K28A-360。